# David Popescu
David Popescu (n. 25 mai 1886, Comarnic, județul Prahova – d. 1955) a fost un general român, care a luptat în cel de-al doilea război mondial.
Fiind admis primul pentru cursuri în străinătate, ofițerul a urmat cursurile Școlii Superioare de Război Torino, Italia, în anii 1921 și 1922, și a încheiat activitatea cu aprecieri la superlativ din partea ministrului de Război, Lahovari: „ofițer eminent sub toate aspectele”. Comandantul Școlii Superioare de Război din Italia, generalul de divizie Liuzi Guydo, îl nota astfel: „mai presus de toate, el este un soldat și un om, în sensul cel mai clar al acestor cuvinte”.
În anul 1925 a fost avansat locotenent-colonel.
În perioada 1 octombrie 1928 - 1 octombrie 1930 ofițerul David Popescu a fost atașatul militar al României la Roma. Înapoiat în țară, locotenentul-colonel David Popescu a fost încadrat la Marele Stat Major, Secția II Informații, și avansat la gradul de colonel.
Avansat general de brigadă, la data de 31 martie 1938, David Popescu a fost numit, de la data de 27 februarie 1939, subșef la Marele Stat Major.
Generalul de brigadă David Popescu a fost comandantul diviziei a 11-a a armatei române în perioada 1 ianuarie 1940 - 31 august 1941. Generalul de brigada David Popescu a fost Ministru de Interne în guvernul Ion Gigurtu, în perioada 4 iulie 1940 - 4 septembrie 1940 precum și în perioada 4 septembrie 1940 -14 septembrie 1940, în guvernul Ion Antonescu. A fost trecut în rezervă pe 31 august 1941, pe bază de demisie.
Cu toate că s-a retras din activitate în 1941, a fost arestat în 1950 și deținut până în 1953.

## Decorații
A fost decorat cu numeroase ordine și medalii militare:
- Ordinul „Coroana României”, în grad de cavaler (1928)
- Ordinul „Coroana Italiei”, în grad de ofițer, ordinul „Coroana Italiei”, în grad de cavaler
- Ordinul englez „Serviciul Distins”
- Ordinul „Steaua României”, în grad de ofițer
- Medalia italiană „Sfântul Mauriciu”, în grad de comandor
- Medalia „Avântul Țării”
- Medalia „Victoria”,
- Medalia „Semnul Onorific” pentru 25 ani de activitate.
- Ordinul „Steaua României” în gradul de Comandor (9 mai 1941)[2]